# Kéttagú arányos képviseleti rendszer
A kéttagú arányos képviselet (angolul: dual-member proportional representation, rövidítve: DMP), egy olyan vegyes választási rendszer, amelyet arra terveztek, hogy arányos eredményeket produkáljon úgy, hogy a minden egyes választókerületében két képviselőt választanak. Az első képviselői mandátum minden kerületben annak a jelöltnek jár, aki a legtöbb szavazatot kapott, hasonlóan a relatív többségi szavazáshoz (FPTP). A második mandátumot a fennmaradó kerületi jelöltek egyike kapja meg, olyan számítással, amelynek célja, hogy a pártok mandátumukat azokban a körzetekben ítéljék oda, ahol a legerősebb teljesítményt nyújtottak.
A DMP-t 2013-ban találta fel az Albertai Egyetem matematikus hallgatója, Sean Graham. A rendszert a relatív többségi szavazás lehetséges helyettesítésére szánták a kanadai nemzeti és tartományi választásokon. Míg a vegyes arányos képviselet (MMP) vagy az egyetlen átruházható szavazatnak (STV) elfogadására irányuló kampányok a közelmúltban számos kanadai tartományban vereséget szenvedtek, a DMP mögött az volt a szándék, hogy az FPTP kiemelkedő jellemzőinek megtartásával szélesebb körű elfogadottságot szerezzen. E jellemzők közé tartozik az egyszavazatos jellege, a viszonylag kis körzetek (az STV, vagy más arányos rendszerekhez képest) és az egyszintű, helyi képviselet nyújtása (ellentétben az MMP-vel).
| Kompenzációs vegyes választási rendszerek | Egyszavazatos vegyes rendszerek | Kétszavazatos vegyes rendszerek |
| ----------------------------------------- | --- | --- |
| Mandátum-kapcsolat alapú                  | MSV, avagy egyszavazatos vegyes rendszerek - egyszavazatos MMP | MMP, avagy vegyes arányos rendszer (a német rendszer) - AMS (az MMP félarányos verziójának neve az Egyesült Királyságban) AV+ („alternatív szavazás plusz”)                            |
| Szavazat-kapcsolat alapú                  | MSV, avagy egyszavazatos vegyes rendszerek (töredékszavazat-visszaszámláló rendszerek) - magyar önkormányzati vegyes választási rendszer (félarányos) DMP (kéttagú arányos képviseleti rendszer) | Hibridek (MSV+árokrendszer): - Pozitív szavazatátadás: a magyar (országgyűlési) rendszer - Negatív szavazatátvitel: az olasz rendszer (scorporo) MBTV (vegyes preferenciális szavazat) |

## Szavazás

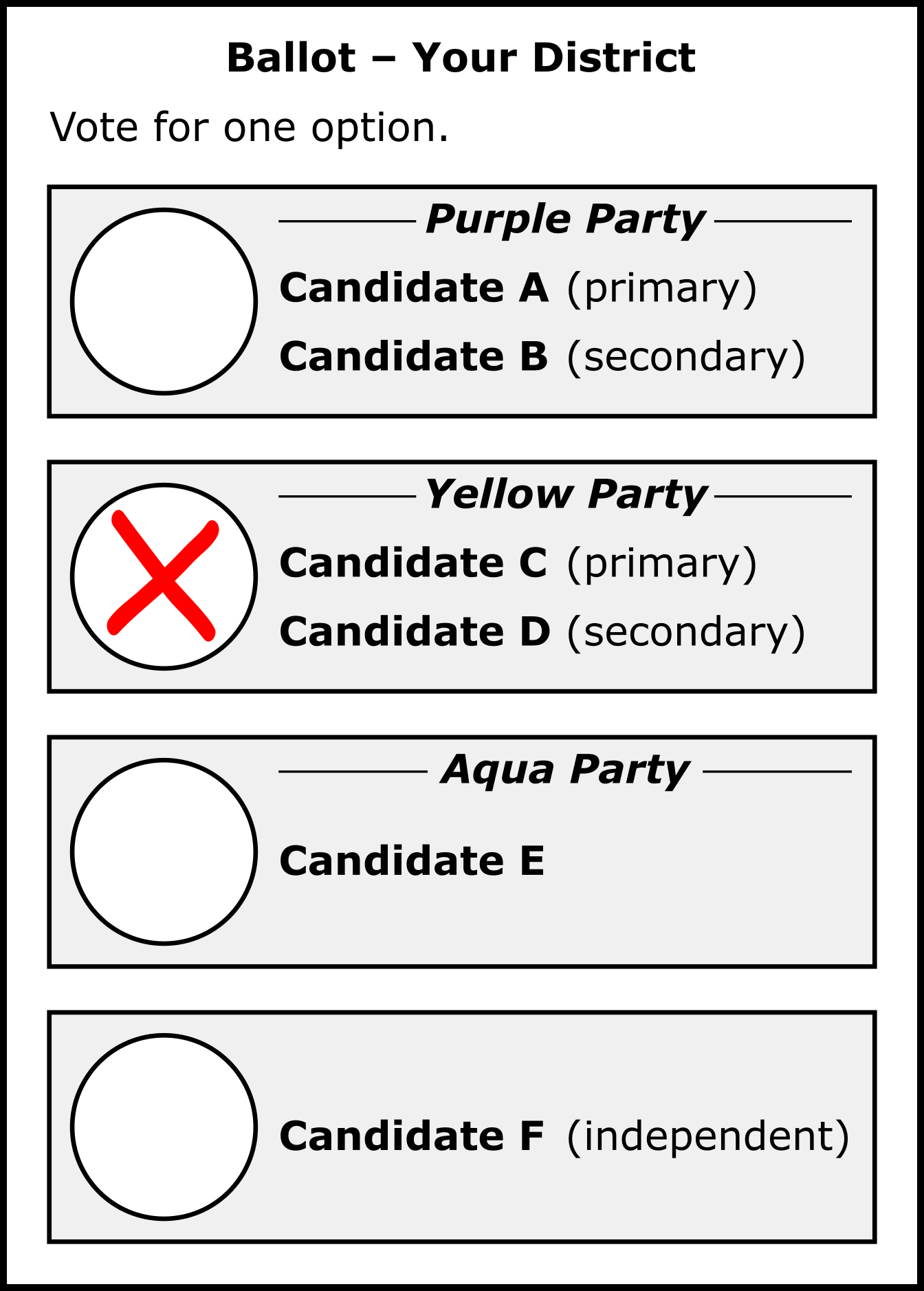
A szavazólap lehetséges kinézete DMP rendszerben: "Egy opcióra szavazathat"-Lila párt: A jelölt (elsődleges) - B jelölt (másodlagos)
-Sárga párt: C jelölt (elsődleges) - D jelölt (másodlagos)
-Aqua párt: E jelölt (egyedüli jelölt)
-F jelölt (független jelölt)

A DMP keretében a választópolgár egy saját körzetére szabott szavazólapot kap, amelyen több választási lehetőség is szerepel. Mindegyik opció a következő típusok egyikébe tartozik:
- egy pár rangsorolt jelölt (elsődleges és másodlagos), akik ugyanahhoz a párthoz tartoznak;
- egy párthoz kötődő egyedüli jelölt;
- független jelölt.

## Összehasonlítás vegyes arányos képviselettel
A kéttagú arányos képviselet a vegyes tagok arányos képviseletéhez kapcsolódik annyiban, hogy alapszabály szerint egy mandátumot relatív többségi rendszer alapján ítélnek oda, míg a többi mandátumot kompenzációs módon alulreprezentált pártok között osztják ki. Matematikai szempontból a kompenzációs helyek az MMP-ben hasonlóak a DMP második kerületi helyeihez. Mind a DMP, mind az MMP vegyes választási rendszernek tekinthető, ami azt jelenti, hogy kétféle számítási módszer kombinálnak. A DMP „vegyes” aspektusát a rendszer eredeti neve tükrözi: kéttagú vegyes arányos (dual-member mixed proportional).
Az MMP különböző formái közül a DMP leginkább a a „legjobb nyerteshez közeli” rendszerre hasonlít (második mandátum, Zweitmandat), amelyet a német Baden-Württemberg tartományban használnak.  Míg az MMP legtöbb megvalósítása két szavazatot biztosít a választóknak, a DMP és a Baden-Württembergi rendszer is egyszavazatos szavazást alkalmaz. A jelöltek által kapott szavazatok száma határozza meg, hogy jogosultak-e mind az első mandátumcsoportra (pluralitás alapján), mind a második mandátumcsoportra (részben a népszavazás alapján).
Noha az MMP és a DMP is vegyes rendszer, a fő különbség az, hogy az MMP-nek két képviselői szintje van, míg a DMP-nek csak egy szintje van. Az MMP-ben a megválasztott jelöltek első csoportja egy kerületet, míg a többi képviselő az egész régiót szolgálja. A DMP szerint minden megválasztott jelölt azt a körzetet szolgálja, amelyben megpályázott. Így míg a DMP-számítás összehasonlítható az MMP-vel, az így létrejövő irányítási forma hasonló az egyetlen átruházható szavazatra és más, többszékhelyes körzeteken alapuló rendszerekre.

### A DMP előnyei az MMP-vel szemben
- A DMP a választók földrajzilag kiegyensúlyozottabb reprezentációját fogja előállítani. Az MMP-vel összehasonlítva a DMP csökkenti annak valószínűségét, hogy aránytalanul sok választott képviselő osztozzon egyesületben egy adott körzetben.
- A DMP lehetővé teszi, hogy független jelölt bármilyen helyet megszerezzen. Bár a párthoz kötődő jelöltek a harmadik vagy negyedik helyezés ellenére is részesülnek a megválasztás lehetőségéből, a függetleneknek kompenzáló előnyük van, mivel egyedül ők szereznek mandátumot a második helyezéssel. Az MMP értelmében a függetlenek szigorúan hátrányos helyzetben vannak, mivel nem jogosultak a kompenzációs mandátumokra.
- A DMP megakadályozza, hogy egy nagy párt lényegében garantálja bizonyos jelöltek megválasztását azáltal, hogy a pártok listájának élére helyezi őket. Érdemes megjegyezni, hogy ezzel a kérdéssel a nyílt listás MMP is foglalkozik, egy Bajorországban használt változat, ahol a választók egyéni listás jelöltekre szavaznak.
- A DMP elkerüli az MMP-vel kapcsolatos taktikai szavazás bizonyos formáit. Az MMP alatt a választó a második vagy harmadik kedvenc jelöltjére adhatja az első szavazatot, ha a kedvenc jelöltjének kevés esélye van a kerületi mandátum megszerzésére. Egy választó listás szavazatát a a második vagy harmadik kedvenc pártnak adhatja, ha kedvenc pártja várhatóan annyi kerületi mandátumot szerez, hogy nem lesz jogosult a kompenzációs mandátumra. Érdemes megjegyezni, hogy az MMP Baden-Württembergben használt Zweitmandat változata is kikerüli ezeket a taktikákat.[7]

### Az MMP előnyei a DMP-vel szemben
- Az MMP valamivel kisebb körzeteket használ, mint a DMP, mivel az MMP-vel gyakran az arányosságot el lehet érni a mandátumok kevesebb mint felének kompenzációs módon történú kiosztásával.
- Az MMP bizonyos formái több lehetőséget kínálnak a választók számára. Például egy kétszavazatos nyílt listás rendszerben, mint amilyet Bajorországban is használnak, a választók egy helyi és egy regionális jelöltet is választanak; a regionális jelölt számára az egyes pártokon belül sok lehetőségük van. Ezzel szemben a DMP-ben a választóknak csak egy választási lehetőségük van pártonként.
- Az MMP jelenlegi és korábbi használatából levonhatók a tanulságok – azaz van előzetes tapasztalat.
- Mind a nyílt listás MMP, mind a legjobb, közel győztes MMP szigorúan az egyes pártok legnépszerűbb fennmaradó jelöltjei számára biztosít kompenzációs mandátumot. A DMP szerint a párt egy vagy több legnépszerűbb jelöltjétől megtagadhatja a mandátumot, ha kerületi szinten harmadik vagy alacsonyabb helyezést érnek el. Ha ez megtörténik egy kis párt valamennyi jelöltjénél, akik a kerületi küszöb felett helyezkedtek el, az adott párt elveszíthet mandátumokat.
- Egy olyan tartományban, amely elég nagy ahhoz, hogy a tartományon belül legyenek régiók, minden olyan párt szavazója, aki elegendő szavazatot szerez egy regionális képviselő megválasztásához, nem csak két képviselővel rendelkezik, hanem az adott régió szavazói által választott képviselője lesz a pártjából, és elszámoltatható a régió felé. Kisebb tartományokban pedig minden elég szavazatot nyerő pártra szavazó képviselőt az adott tartomány szavazói választják meg a pártjukból, aki elszámoltatható az adott tartomány felé.

## Lásd még
- Arányos képviselet
- Vegyes választási rendszer
- Választási rendszer
- A választási rendszerek listája országonként

## Fordítás
Ez a szócikk részben vagy egészben  a   Dual-member proportional representation című angol Wikipédia-szócikk fordításán alapul.  Az eredeti cikk szerkesztőit annak laptörténete sorolja fel. Ez a jelzés csupán a megfogalmazás eredetét és a szerzői jogokat jelzi, nem szolgál a cikkben szereplő információk forrásmegjelöléseként.